# Piazza Gonzaga
Piazza Gonzaga è la piazza più antica, assieme a piazza Castelvecchio, della città di Castel Goffredo, in provincia di Mantova.

## Storia e descrizione

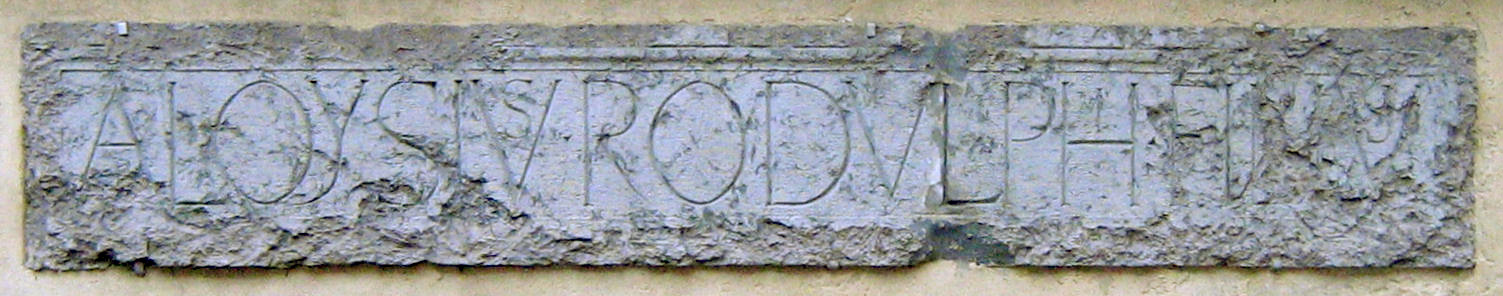
"ALOYSIVS RODVLPHI FILIVS" (lapide di Aloisio Gonzaga posta sulla torre civica)

È situata nel centro storico e su di essa si affacciano alcuni storici edifici:
- la torre civica
- la ex chiesa di Santa Maria del Consorzio
- un tratto di palazzo Gonzaga-Acerbi
- il palazzo Municipale, lato nord
- casa Prignaca.

Apparteneva all'antica fortezza di Castelvecchio (castellum vetus, coincidente forse con l'antico castrum romano ) e fungeva da unico ingresso, attraverso la porta situata nella torre civica, al borgo. Dopo lo smantellamento di Castelvecchio, venne aperto un secondo varco di accesso, tra la torre e il Municipio, per facilitare il transito di persone e merci.

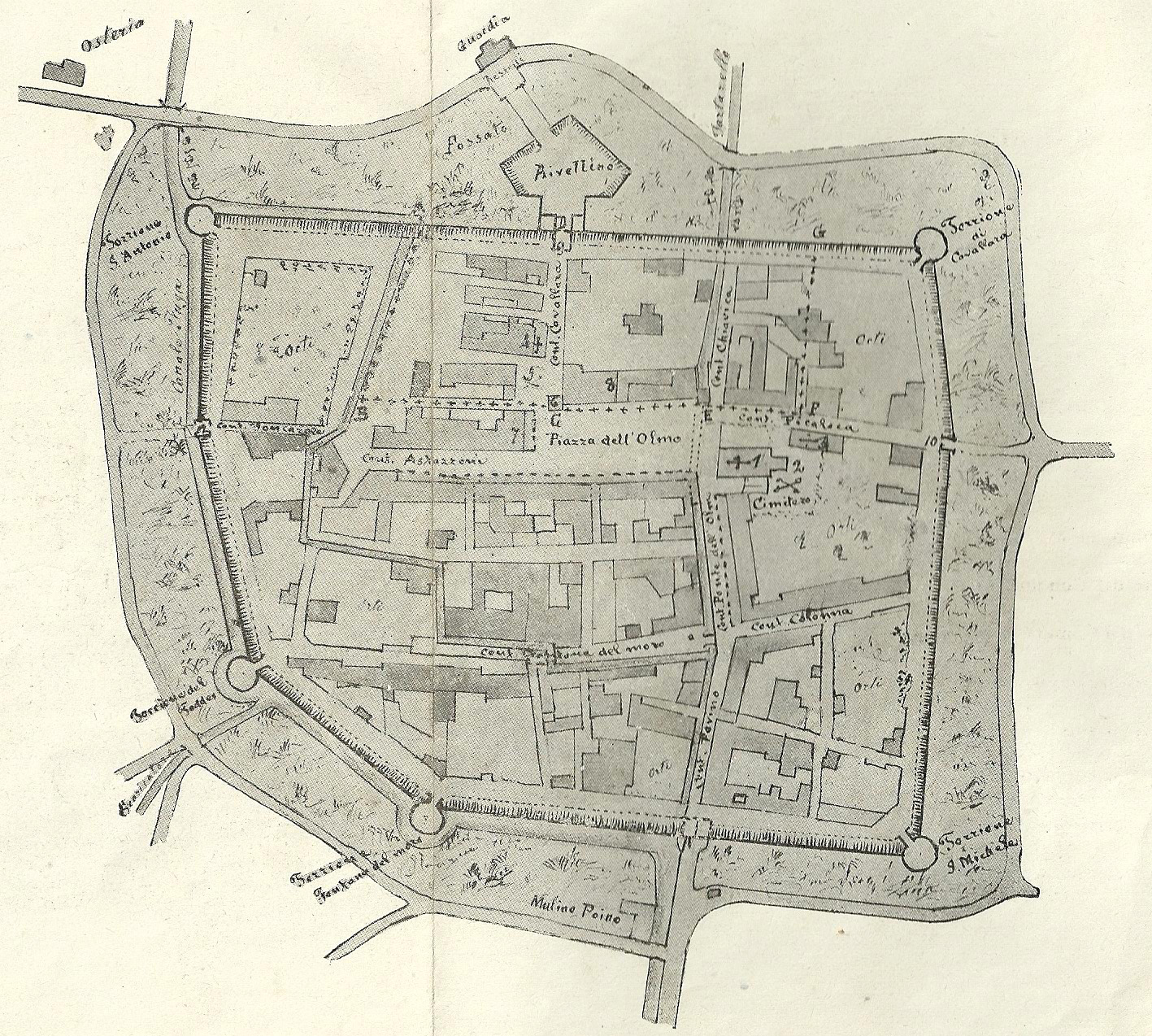
Pianta di Castel Goffredo all'inizio del Cinquecento

Sin dal Duecento la piazza fungeva da sagrato antistante la chiesa in Castello (poi chiesa del Consorzio), prima della quale era occupato presumibilmente dal castello, sulle cui rovine venne edificata la chiesa stessa.

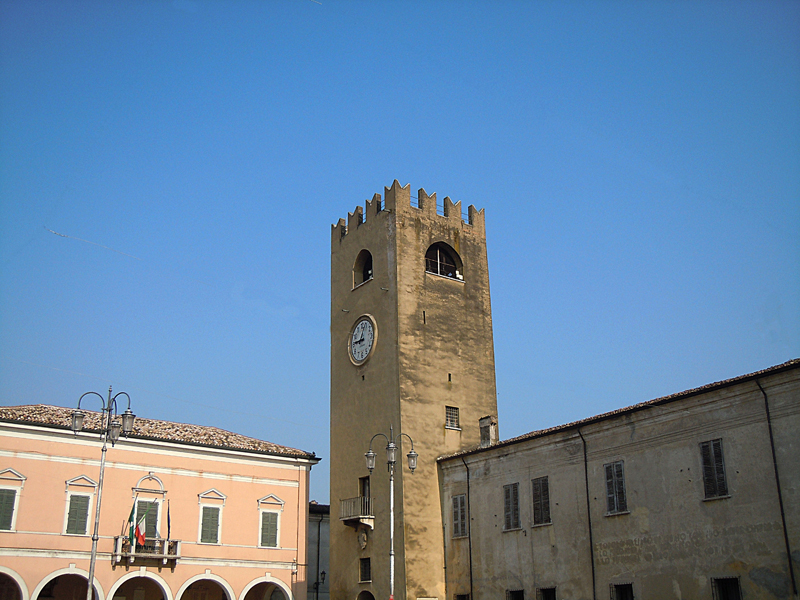
Torre civica

### Altre fonti
- 1999 – Immagina. Castel Goffredo: l'evoluzione di un territorio, CD-ROM, a cura del comune di Castel Goffredo.